# 방 (성씨)
방(方, 房, 龐, 邦)은 중국과 한국의 성씨이다.

## 모 방 方
방(方)씨는 2015년 대한민국 통계청에서 94,831명으로 조사되어 한국의 성씨 인구 54위이다.
방(方)은 중국 하남성 낙양현에서 계출된 성씨이며, 주나라 때 대부(大夫) 방숙(方叔)의 후예이다. 중국 염제 신농씨의 10세손인 유망황제(楡罔皇帝)가 첫째 아들 뢰(雷)에게 중국 하남성 낙양현을 사패지로 주고, 방산지방(方山地方)에 봉하면서 그 곳의 지명을 따서 방(方) 성을 득성하였다.
온양 방씨(溫陽 方氏)의 시조 방지(方智)는 방뢰(方雷)의 133세손 방군강(方君講)의 차남(次男)이며, 중국 산동(山東) 출신이다. 방지(方智)는 당(唐)나라 한림학사(翰林學士)로서 669년(당 고종 총장2, 신라 문무왕 9) 나당동맹(羅唐同盟)의 문화사절(文化使節)로 신라에 동래(東來)하여 설총(薛聰)과 함께 구경(九經)의 회통(會統)을 국역하였고, 장씨(張氏)와 혼인하여 가유현(嘉猷縣: 현 경북 상주시)에 정착하였다.
중시조 방운(方雲)이 고려 개국에 공을 세워 대장군(大將軍)을 거쳐 좌승지(左承旨), 지성사(知省事) 등을 역임한 후 좌복야(左僕射)에 이르렀으며, 993년(성종 12) 거란(契丹)이 침입했을 때 공훈을 세워 배방산(拜方山) 일대를 봉토(封土)받고 온수군(溫水君)에 봉해졌다.
3세 방휴(方休)가 현종 때 중랑장(中郞將)을 지냈고, 9세 방희진(方曦進)이 대제학(大提學)에 오르면서 고려조에 대대로 벼슬을 하였다.
12세손 방우선(方于宣)이 1269년(고려 원종 10년) 국자시에 장원으로 합격했고, 1311년(충선왕 3년) 평양부윤(平壤府尹)이 되어 안정도존무사(安定道存撫使)를 겸하였다.
온양 방씨는 문정공(文定公) 방우선(方于宣)과 그의 아우 방우번(方于蕃), 목사(牧師) 방득세(方得世)의 아들 대(代)인 13세손에서 장암공(莊岩公) 방서(方曙)를 파조(派祖)로 하는 판서공파(判書公派), 간의대부(諫議大夫) 방현(方玄)을 파조로 하는 간의공파(諫議公派), 안렴사(按廉使) 방훤(方喧)을 파조로 하는 안렴사공파(按廉使公派), 군위군(軍威君) 방적(方迪)을 파조로 하는 태상경공파(太常卿公派), 방우번(方于蕃)을 파조로 하는 대장군공파(大將軍公派), 평장사(平章事) 방신제(方臣悌)를 파조로 하는 광록대부공파(光祿大夫公派), 방신우(方臣佑)를 파조로 하는 상락부원군파(上洛府院君派)로 분파되었다. 방신제(方臣悌)는 금자광록대부평장사(金紫光祿大夫平章事)를 지내고 중국으로 귀환하였는데, 명나라의 유학자 방효유(方孝孺)는 방신제의 5대손이다.
15세손 방순(方恂)은 1362년(고려 공민왕 11년) 문과에 급제하여 대언, 중서사인(中書舍人), 판전교시사, 관찰사 등을 지내다가 조선이 건국되자 예조참의에 임명되었으나 동료인 이집(李集)과 더불어 고려에 대한 충절을 지켰다. 부인은 조선 개국공신 윤호(尹虎)의 장녀인 파평 윤씨이고, 사위는 조선의 개국공신이자 영의정인 남재(南在)의 장남 남경문(南景文)이며, 외손자는 좌의정 남지(南智)이다. 방순의 손자 방강(方綱)은 1447년(세종 29년) 문과에 급제하여 1454년(단종 2) 승정원(承政院) 좌승지(左承旨)에 올랐으며, 성종 때 성균관전적(成均館典籍)을 지냈다.
방(方)씨는 조선시대 문과 급제자 14명, 무과 급제자 113명, 사마시 28명을 배출하였다.
20세손 방유령(方有寧)이 1489년 식년 문과에 급제하여 1515년 대사헌(大司憲), 1516년 이조참판(吏曹參議), 1517년(중종 12년) 승정원(承政院) 좌승지(左承旨), 공조참판(工曹參判)을 거쳐 1520년 병조판서에 이르렀다.
계림군(雞林君) 방윤(方輪)의 아들 방호의(方好義)는 세종(世宗)의 넷째 아들인 임영대군(臨瀛大君)의 현손녀 사위로서 1514년(중종 9) 사헌부지평(司憲府持平), 1545년(명종 즉위년) 충청도수군절도사, 1554년 정2품 지돈녕부사(知敦寧府事)에 이르렀고, 1556년 청홍도병마절도사(淸洪道兵馬節度使)로서 왜구의 방어에 공헌했다. 방호의의 손자이자 정언각의 외손자인 방덕룡(方德龍)은 1588년(선조 21년) 무과에 급제하여 군자감정(軍資監正)을 지내고, 낙안군수로 재직할 때 이순신의 선봉으로 노량해전에서 전사하여 형조참의에 추증되고, 선무원종공신(宣武原從功臣) 2등에 녹훈되었다. 이순신 장군의 처가도 방(方)씨였으며, 이순신은 보성군수를 지낸 장인 방진(方震)의 후원으로 무과에 급제하였다. 선조 때 방씨 부인을 정경부인으로 봉하면서 내린 이순신처 방씨 고신교지는 보물 제1564-8호이다.
조선 정조 때 방양(方昜)이 성균관 사성(司成)을 역임했다. 정조 때 무과에 급제한 방우정(方禹鼎)은 서정군(西征軍)의 좌초관(左哨官)으로 홍경래의 난을 진압하여 병조참판에 추증되었으며, 저서로 《서정일기(西征日記)》가 있다.
방우정(方禹鼎)의 동생 방우준(方禹準)의 5대손인 방정환(方定煥)은 3·1운동이 일어나자 「독립신문」을 인쇄하여 돌렸고, 아동문학가로도 활동하였다. 이 밖에 독립운동가 방한민, 대한민국 임시정부 의정원 방순희, 한족회 총관 방기전 등 많은 독립유공자를 배출하였다.
근현대 인물로는 조선일보 사장 방응모, 방우영, 방일영, 방상훈, 대법원 대법관 방준경, 방순원, 국회의원 방만수, 방성출, 방일홍, 방용석, 국무조정실장 방문규, 기획재정부 차관 방기선 등이 있다. 학계에는 서울대학교 의과대학 방영주 교수, KAIST 방효충 교수 등이 있다. 체육계에는 대한농구협회 회장 방열, 농구 선수 방성윤, 배구 선수 방신봉, 올림픽 배드민턴 금메달리스트 방수현 선수가 있다. 방송인으로는 아나운서 방현주, 배우 성훈, 성준, 가수 방용국, 방찬, 걸스데이 방민아, 틴탑 방민수 등이 있다.

## 방 방 房
방(房)씨는 2015년 대한민국 통계청 인구조사에서 33,520명으로 조사되었다. 방(房)씨는 중국 청하(淸河)에서 계출된 성씨이다. 요(堯)임금의 아들 단주(丹朱)가 방후(房侯)에 봉해지면서 후손들이 지명을 성으로 삼게 되었다.
당(唐) 태종 때 재상인 양공(梁公) 방현령(房玄齡, 578년 ~ 648년)의 아들 방준(房俊)이 643년(당 태종 정관 17년) 당나라 8학사 중 한 사람으로서 고구려에 동래하여 당성(唐城：경기도 화성시 서신면)에 정착하면서 남양 방씨(南陽 房氏)의 기원이 되었다.
남양 방씨(南陽 房氏) 시조 방계홍(房季弘)은 고려 개국에 공을 세워 삼한벽상공신(三韓壁上功臣)으로 삼중대광보국(三重大匡輔國)에 올랐다. 방계홍의 아들 방의강(房儀康)은 금자광록대부(金紫光祿大夫)로서 중서문하평장사(中書門下平章事)를 지냈으며, 손자 방진유(房珍儒)는 추밀원부사(樞密院府使)로 예부상서(禮部尙書)를 겸하였다.
선주(宣州)의 향공진사(鄕貢進士) 방서란(房瑞鸞)이 1176년(명종 6년) 조위총의 난이 진압되는 데 기여하여 형 방효진(房孝珍)은 산원(散員)에 오르고, 방득령(房得齡)은 선주 호장(戶長)에 임명되었다. 방연보(房衍寶)는 1197년(고려 명종 27년) 과거에 장원 급제하였다.
방사량(房士良)이 1377년(고려 우왕 3년) 문과에 급제하고 1391년(공양왕 2년) 중랑장(中郞將)으로서 시무 11조를 올려 형조정랑(刑曹正郞)으로 임명되었다.
남양 방씨는 조선시대 문과 급제자 9명, 생원·진사 34명을 배출하였다.
방사량의 차남 방구달(房九達)은 1414년(태종 14년) 문과(文科)에 급제하여 승문원 박사, 이조좌랑(吏曹佐郞), 예조좌랑(禮曹佐郞), 군자감부정(軍資監副正)을 지내고, 장남 방구행(房九行)은 1420년(세종 2년) 문과에 급제하여 군자감정을 지냈으며, 그의 손자인 방옥정(房玉精)은 1472년(성종 3) 문과에 급제하여 판관(判官)을 거쳐 세자시강원 문학을 역임하였다.
정산현감 방구성(九成)의 손자 방귀원(房貴元)은 1465년(조선 세조 11년) 문과에 급제하여, 예문관봉교(藝文館奉敎)가 되었다.
12세손 방귀온(房貴溫)은 조선 중종 때 효행으로 천거되어 참봉을 지내고, 1519년 현량과(賢良科)에 급제하여 사간원정언(司諫院正言)이 되었으며, 기묘사화 때 유배되었다가 이조판서 윤인경(尹仁鏡)의 상소로 신원되어 이조참의에 이르렀다.
호조좌랑 방귀화(房貴和)의 손자 방응현(房應賢)은 학자로 유명했고, 그가 세운 사계정사는 전라북도 문화재자료 제166호로 지정되어 있다. 방응현의 손자 방원정(房元井)은 1618년(광해군 10) 진사시에 합격하여 성균관전적(成均館典籍)을 지내고, 1636년(인조 14) 병자호란 때 의병을 일으켰으며, 1646년(인조 24) 문과에 급제한 후 삼례찰방(參禮察訪)을 지내며 《지족와집(知足窩集)》을 저술하였다. 방원정의 형 방원진(房元震)과 방원량(房元亮)도 사마시에 급제하여 중림도찰방(重林道察訪)과 창평 현령(昌平縣令)을 역임하였고, 임진왜란과 정묘호란·병자호란 때 의병을 일으켰다.
방복령(房復齡)은 1601년(선조 34년) 무과에 급제하여 군기시판관(軍器寺判官), 전농시주부(典農寺主簿)를 거쳐 1604년 제주판관(濟州判官), 강상현감(康翔縣監)을 지내다가 광해군이 왕위에 오르자 관직을 버리고 고향에 돌아왔다.
현대 인물로는 법조인 방극성, 제4대 고용노동부 장관 방하남, 하이브 의장 방시혁, 넷마블 의장 방준혁, 배우 고은아(방효진), 가수 엠블랙 미르(방철용), 배우 설인아 등이 있다.

## 클 방 龐
방(龐)씨는 2015년 대한민국 통계청 인구조사에서 893명으로 조사됐다.
방씨(龐氏)는 중국 시평(始平 : 섬서성 관중도 흥평현의 진나라 때 지명)에서 계출(系出)된 성씨(姓氏)이다. 위(魏)나라 장군(將軍)인 방연(龐涓), 후한의 방통(龐統), 방덕(龐德), 당나라의 방효태(龐孝泰) 등이 있다.
개성 방씨(開城 龐氏)의 시조 방두현(龐斗賢)은 방연(龐涓)의 원손(遠孫)이며, 원(元)나라의 직성사인(直省舍人)으로서 1351년(고려 충정왕 3) 고려 공민왕비(恭愍王妃)인 노국대장공주(魯國大長公主)가 입국할 때 배행한 육시랑(六時郞) 8학사(八學士) 중의 한 사람으로 고려에 동래하여 개성에 정착했다.

## 나라 방 邦
방(邦)씨는 중국 대군(代郡 : 산서성(山西省) 안문도 대현(鴈門道代縣)의 진나라 때 이름)에서 계출(系出)된 성씨이다. 명나라 당왕(唐王) 때 진강(鎭江) 출신인 방포(邦苞)의 후손이 조선에 귀화하여 세계를 이어온 것으로 알려져 있다.
방(邦)씨는 2015년 대한민국 통계청 인구조사에서 277명으로 조사됐다. 본관은 무안(務安)이 225명으로 가장 많다.
무안 방씨(務安邦氏)는 부사과(副司果) 방필원(邦弼元)의 아들 방준상(邦俊相, 1709년생)이 전력부위(展力副尉)로서 1750년(조선 영조 26년) 식년시(式年試) 무과에 병과(丙科)로 급제하였다. 방준상의 형인 방유언(邦有彦)은 1755년(영조 31년) 정3품 충사위장(忠壯衛將)에 올랐다.
근대 인물로는 기독교 장로회 최초의 7인 목사 중 한 사람인 방기창(邦基昌, 1851년 ~ 1911년)이 있다.

## 같이 보기
- 방 (중국 성씨)